# أسيتاميد
الأسيتاميد (ويعرف في الاتحاد الدولي للكيمياء البحتة والتطبيقية: باسم الإيثاناميد) هو مركب عضوي يحمل الصيغة CH3CONH2، وهو أبسط مركب من مركبات الـأميد مشتق من حمض الخليك. ومن بعض استخداماته أنه يستخدم كـملدن وكمذيب صناعي. كما أن مركب N،Nثنائي ميثيل اسيتاميد (DMA) يستخدم على نطاق أوسع، لكنه ليس مجهزًا من الاسيتاميد.

## الإنتاج والاستخدام
يمكن إنتاج الاسيتاميد في المختبر من خلال بلهمة خلات الأمونيوم:
CH3COONH4 → CH3C(O)NH2 + H2O
في الصناعة، عادة ما يتم الحصول على هذا المركب من التفاعل المكتوب أعلاه، أو من خلال حلمهة الـأسيتونتريل، وهو منتج ثانوي لإنتاج الـأكريلونيتريل:
CH3CN + H2O → CH3C(O)NH2

## الوجود
تم اكتشاف مركب الاسيتاميد بالقرب من مركز مجرة درب التبانة، ومن المحتمل أن يكون العثور عليه أمرًا هامًا لأن الاسيتاميد يحتوي على رابطة الأميد، المشابهة للرابطة الأساسية بين الأحماض الأمينية الموجودة في البروتينات. وتقدم هذه النتيجة الدعم لنظرية أن الجزيئات العضوية التي يمكن أن تؤدي إلى الحياة (كما نعرفها على الأرض) يمكن أن تتشكل في الفضاء.
وبالإضافة إلى ذلك، نادرًا ما يتم العثور على الاسيتاميد في مقالب حرق الفحم باعتباره معدنًا يحمل نفس الاسم.